# Гайд-парк (Москва)
Московский Гайд-парк — площадка в Москве, предназначенная для проведения публичных мероприятий без согласования с властями города. Расположена в парке «Сокольники». Создана в 2013 году совместно с ещё одной площадкой в парке Горького (закрытой в 2015-м). Прообразом является «Уголок оратора» в Лондонском Гайд-парке.

## История

### Создание площадки
В 2007 году московские власти предприняли попытку создать в Москве неофициальный аналог «Уголка оратора» Лондонского Гайд-парка. Правительство города предлагало в качестве места проведения различных митингов участок набережной Тараса Шевченко у гостиницы «Украина». Однако эту инициативу не поддержали, желающих собираться на набережной не было.
|  | Всем партиям и движениям рекомендуем направлять свои заявки на проведение митингов и шествий с учетом этого адреса. При принятии такого решения мы исходили из принципиальной позиции города, которая заключается в том, что проведение каких-либо мероприятий с участием значительного количества людей не должно ущемлять права москвичей, а также осложнять работу городского транспорта и движение автомобилей.Первый заместитель руководителя пресс-службы мэра и правительства Москвы Михаил Соломенцев, 2007 |

В 2009 году, после гражданской акции протеста в защиту свободы собраний, проведённой движением «Стратегия-31», на заседании Совета при президенте по содействию развитию институтов гражданского общества и правам человека председатель Московской Хельсинкской группы Людмила Алексеева призвала создать в Москве специальное место для проведения всех публичных мероприятий. Президент Дмитрий Медведев поддержал эту идею. Правительство Москвы предложило площадку в парке Горького, но оппозиционеров и общественных деятелей такой вариант не устроил.
К этому разговору вернулись в 2010 году после несанкционированного митинга в защиту 31-й статьи Конституции на Триумфальной площади. Площадка снова не была создана.
В феврале 2012 года после многочисленных митингов «За честные выборы» премьер-министр Владимир Путин заявил о необходимости создания в Москве собственного Гайд-парка. После чего мэр Москвы Сергей Собянин собрал рабочую группу по взаимодействию с гражданами и проработке предложений для внесения соответствующих изменений в Федеральный закон № 54 «О митингах, собраниях, шествиях, демонстрациях и пикетированиях». В группу вошли руководители московских отделений партий, члены городского общественного совета и представители МВД и МЧС.
После ряда собраний определили несколько областей для организации Гайд-парка: парк Горького, Зарядье, Болотная площадь и парк «Сокольники». Для определения места власти города объявили открытое общественное обсуждение с голосованием на портале «Культура Москвы» и на странице столичного департамента культуры в социальной сети Facebook. Несмотря на то, что Зарядье и Болотная площадь набрали наибольшее количество голосов среди москвичей, рабочая комиссия решила обустроить площадки для публичных выступлений в парке Горького и «Сокольниках». В декабре 2012 года для организации Гайд-парков Мосгордума приняла необходимые поправки, разработанные рабочей группой, в Федеральный закон № 54 «О митингах, собраниях, шествиях, демонстрациях и пикетированиях».

### Использование

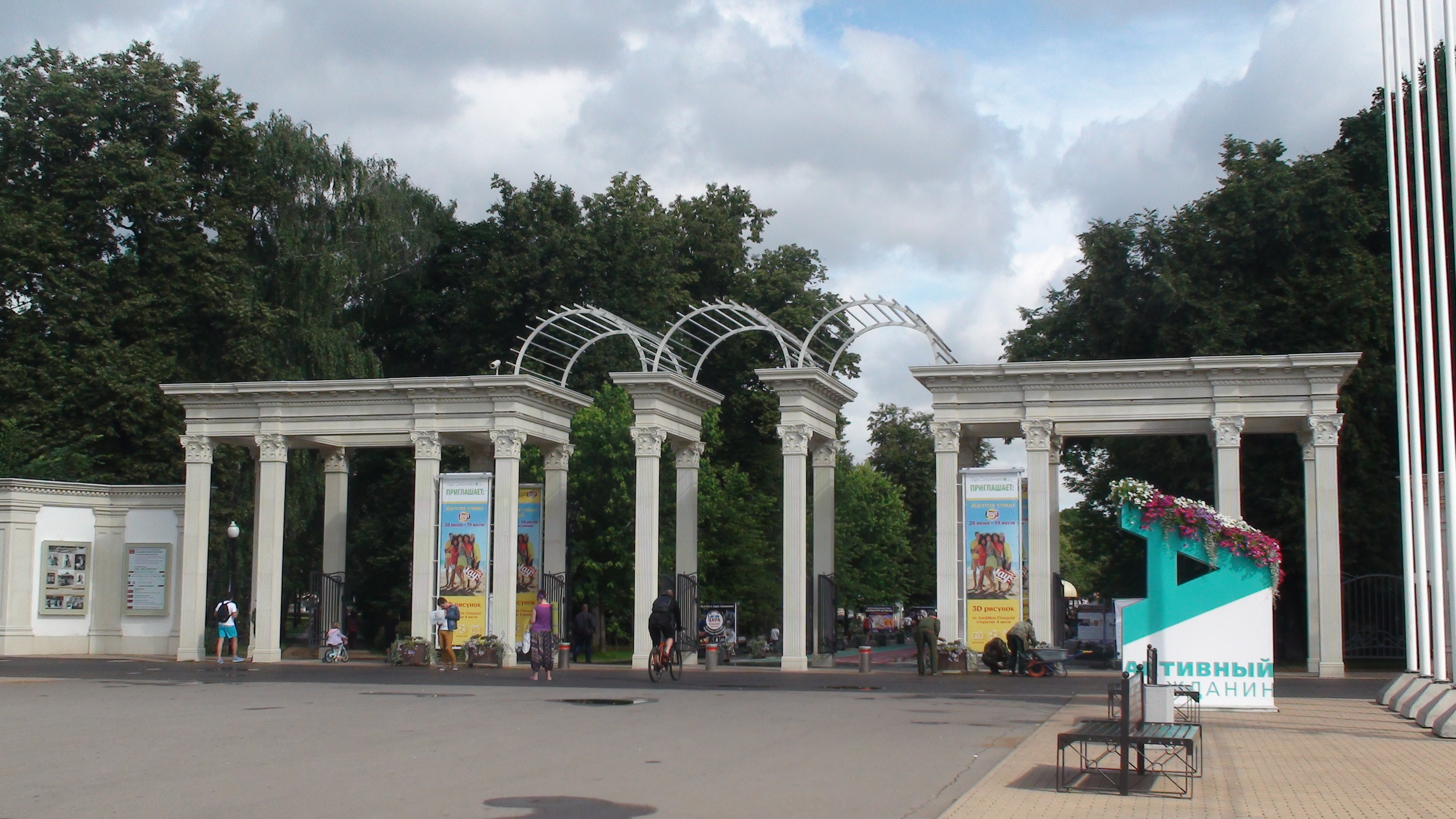
Парк «Сокольники», 2015

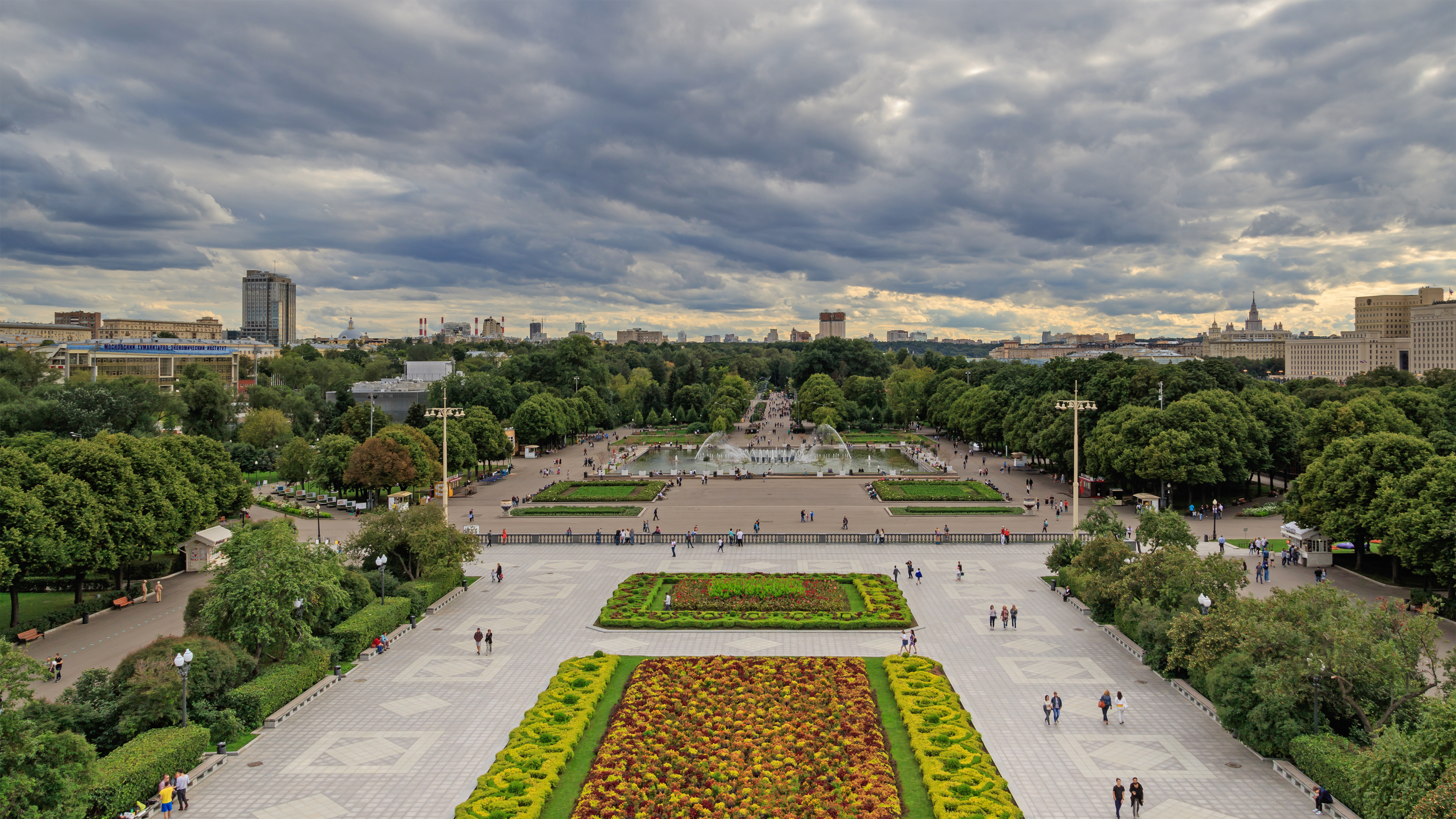
Парк Горького, 2016

Открытие парков состоялось 1 мая 2013 года. В парке Горького площадку обустроили на территории Пушкинской набережной у въездных ворот парка, а в «Сокольниках» — на месте «Зелёного театра».
Большинство участников оппозиции заявили о своём отказе выступать на этих площадках в связи с убеждённостью, что они являются своеобразной «резервацией для несогласных».
В мае 2013 года произошёл скандал, связанный с отказом в проведении гей-парада в Гайд-парках. Это вызвало бурное обсуждение в СМИ, говорилось о дискредитации самой идеи таких парков.
По итогам 2013 года была выявлена непопулярность Гайд-парков. Например, к октябрю на проведение мероприятий на площадке в парке Горького было подано около 200 заявок, а одобрено только 86. В «Сокольниках» к этому времени было проведено всего 15 акций. В 2014-м администрация парков начала одобрять заявки на проведение корпоративов, праздников и других развлекательных мероприятий.
В связи с реконструкцией Пушкинской набережной в 2015 году площадка в парке Горького была закрыта. Она не была открыта вновь, так как вошла в активную зону проведения парковых мероприятий.
За 2017 год на проведение акций в «Сокольниках» было подано 75 заявок. Состоялось 49 мероприятий.

## Гайд-парк в Сокольниках
Гайд-парк занимает территорию площадью 750 м², а его вместимость составляет до 1,5 тысячи человек. На территории установлены наружное освещение, камеры видеонаблюдения, информационные стенды. Обеспечена возможность подключения электрооборудования, площадка ограждена по периметру.
Для проведения акций согласование с московскими властями не требуется, организатору необходимо лишь заранее подать заявку в письменном или электронном виде в администрацию парка «Сокольники». Мероприятия проводятся с 7 утра и до 10 вечера.